# Liesl Karlstadt

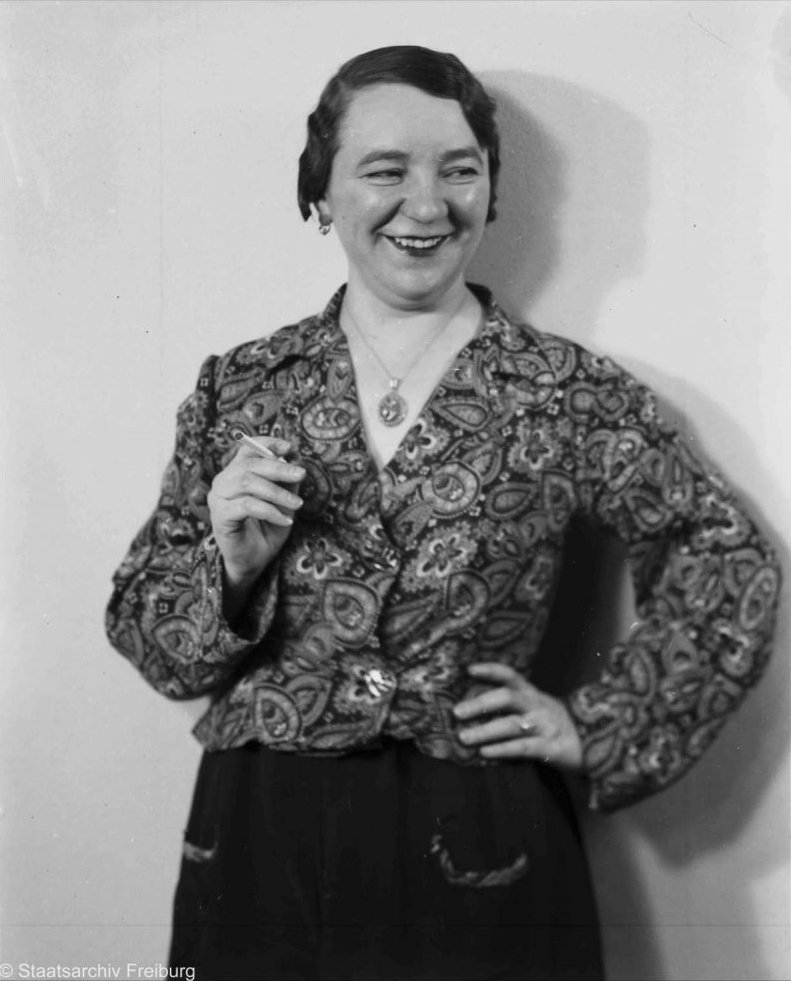
Liesl Karlstadt, 1935

Liesl Karlstadt (eigentlich Elisabeth Wellano; * 12. Dezember 1892 in München; † 27. Juli 1960 in Garmisch-Partenkirchen) war eine deutsche Soubrette, Schauspielerin und Kabarettistin. Sie bildete gemeinsam mit Karl Valentin eines der namhaftesten deutschen Komikerduos im 20. Jahrhundert.

## Leben

### Anfänge

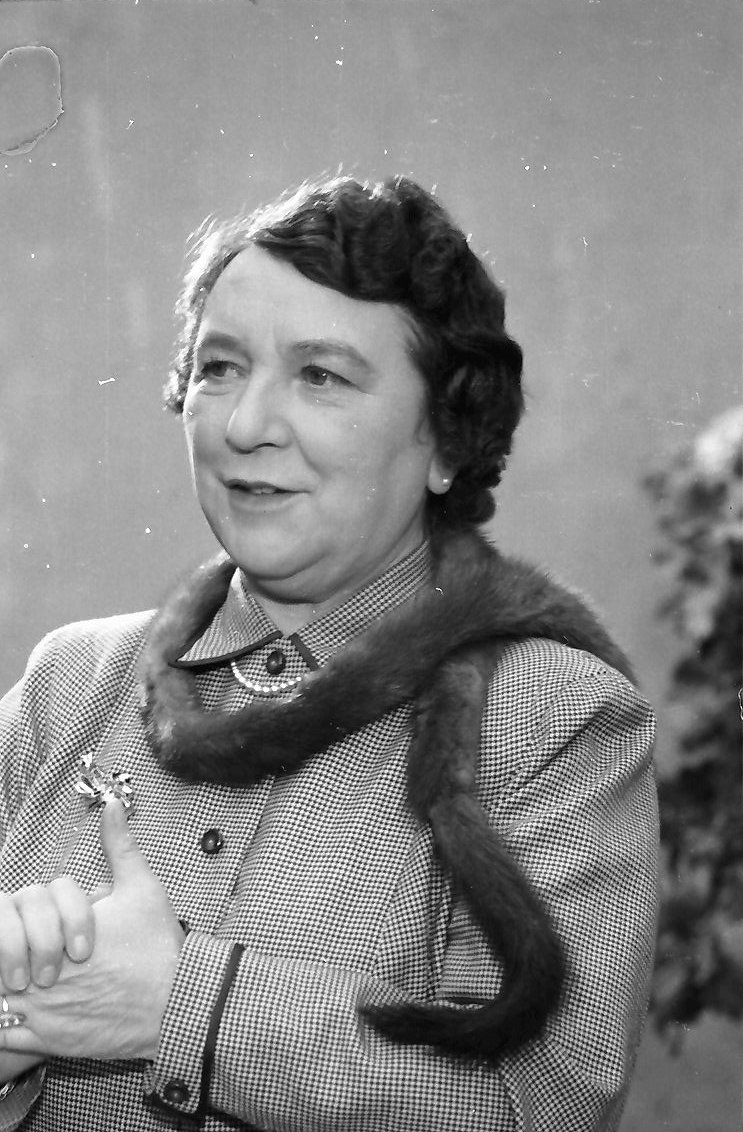
Liesl Karlstadt bei Dreharbeiten zu dem Film In München steht ein Hofbräuhaus, 1951

Elisabeth Wellano wurde als fünftes von neun Kindern eines italienischstämmigen Bäckermeisters in Schwabing geboren. Sie war Verkäuferin im neu gegründeten Kaufhaus von Hermann Tietz. Doch das befriedigte das musikbegabte Mädchen nicht, das mehrere Musikinstrumente beherrschte. Es zog sie auf die Bühne. Mit 17 Jahren kam sie zu den Münchner Volkssängern und von da zur Volksbühne und zum Kabarett.

### Zusammenarbeit mit Karl Valentin
1911 traf sie auf Karl Valentin, für den sie bei seinem Auftritt im „Frankfurter Hof“ als Soubrette mit ihrem Damentrio das Vorprogramm bestritt. Valentin erspürte im Kitsch der Liedertexte das komische Talent der Sängerin, fand auch als Mann Gefallen an der jungen Künstlerin und machte sie zu seiner Bühnenpartnerin. Ihren Künstlernamen „Liesl Karlstadt“ hat sie zusammen mit Karl Valentin in Anlehnung an den damals sehr berühmten Münchner Gesangshumoristen Karl Maxstadt ausgewählt. Maxstadt war Valentins Idol und hat ihn zu manchen seiner Szenen und Couplets angeregt.
In den 25 Jahren ihrer Zusammenarbeit entstanden annähernd 400 Sketche und Komödien. Dabei fiel ihr oft der Part zu, eine skurril-chaotische Situation durch gesunden Menschenverstand und weibliche Intuition zu entwirren. Die Szene um den Buchbinder Wanninger ging gar als geflügeltes Wort für mehrfaches Verbinden beim Telefonieren in die Umgangssprache ein.
Liesl Karlstadt war nicht nur Partnerin, sondern auch Ideengeberin für Dialoge und Sketche, organisierte, soufflierte und half dem hypochondrisch veranlagten Exzentriker Valentin auch psychisch über die Runden. In Auftritten im Berliner Kabarett der Komiker feierten beide zu Zeiten der Weimarer Republik Triumphe. In der Zeit des Nationalsozialismus wurde es stiller um sie.

Mit dem Streifen Mysterien eines Frisiersalons (gedreht von Erich Engel und Bertolt Brecht) begann das filmische Œuvre des Komikerpaares. Cineastisch gelangen ihnen in der Opernverfilmung Die verkaufte Braut (1932) unter Regisseur Max Ophüls die besten Sequenzen.

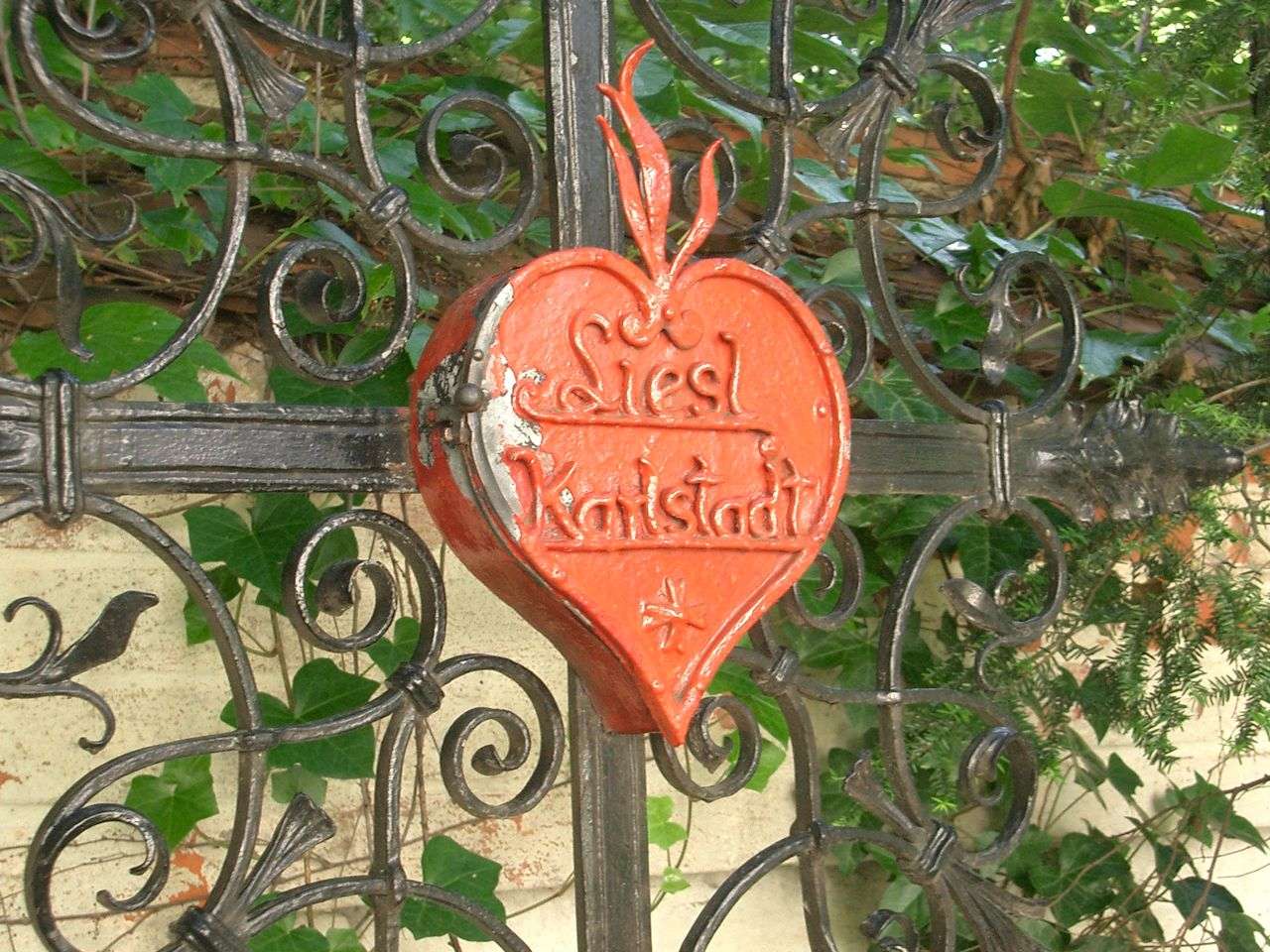
Grab auf dem Bogenhausener Friedhof

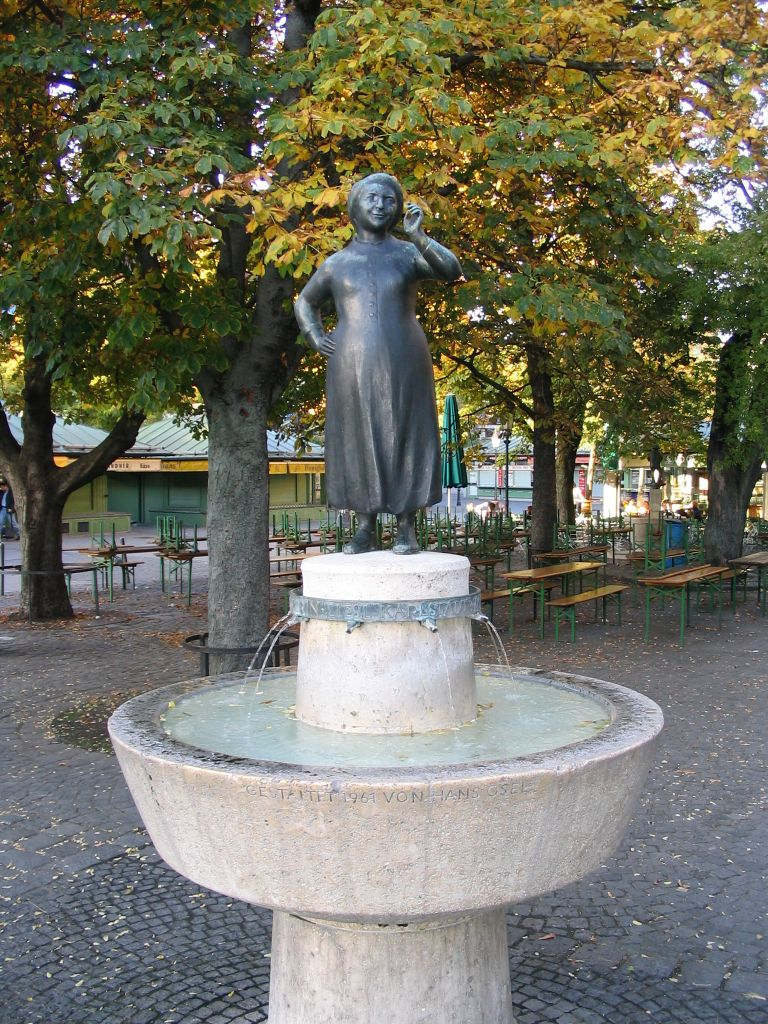
Liesl-Karlstadt-Brunnen auf dem Viktualienmarkt in München, 2004

Als Karl Valentin 1934 sein und ihr ganzes Vermögen in ein zweifelhaftes Museumsprojekt Panoptikum steckte und damit insolvent wurde, dann auch noch mit Annemarie Fischer als neuer Partnerin auftrat, fiel sie in eine tiefe Krise. Die Rolle der immer Heiteren und Gutgelaunten vermochte sie nicht mehr zu spielen. Sie sah keinen Ausweg mehr und versuchte am 6. April 1935 sich das Leben zu nehmen. Dem Sprung in die Isar folgte ein langer Klinikaufenthalt. Es wurde klar, dass nicht nur die vielen Rollenwechsel, sondern vor allem die zu enge Bindung an ihren Bühnenpartner, den verheirateten Familienvater Karl Valentin, all ihre Energie über Gebühr beansprucht hatten.
Um ihre seelischen Wunden auszukurieren, verbrachte Liesl Karlstadt ab 1941 zwei Jahre bei einer Gebirgsjägereinheit auf der Ehrwalder Alm, wo sie die als Tragtiere eingesetzten Mulis betreute – zunächst in einer Phantasieuniform unter dem Namen „Gefreiter Gustl“. Da ihr das aber als Verhöhnung der Wehrmacht hätte ausgelegt werden können, machte sie der sympathisierende Kompaniechef Willi Schleif kurz darauf ganz offiziell zum Obergefreiten, wenngleich dieser Schwindel auch weiterhin nicht frei von der Gefahr der Aufdeckung war.
Im Januar 1948 trat sie noch einmal zusammen mit Karl Valentin in der Münchner Kleinkunstbühne Der Bunte Würfel auf. Nach Karl Valentins Tod (1948) war Liesl Karlstadt auch in ernsten Rollen in den Münchner Kammerspielen und am Residenztheater engagiert.
Liesl Karlstadt starb am 27. Juli 1960 im Alter von 67 Jahren an einer Gehirnblutung bei einem Ausflug in die Berge von Garmisch-Partenkirchen, wo sie sich mit ihrer Schwester im Urlaub befand. Sie wurde auf dem Bogenhausener Friedhof in München beerdigt (Grab Mauer links Nr. 5).
Auf dem Viktualienmarkt in München erinnern Brunnen an Karl Valentin (Karl-Valentin-Brunnen) und Liesl Karlstadt (Liesl-Karlstadt-Brunnen). Außerdem ist das Valentin-Karlstadt-Musäum den beiden Komikern gewidmet.
Ein Teil von Karlstadts aus Briefen, Manuskripten, Fotos und biographischen Dokumenten bestehendem Nachlass liegt bei der Monacensia. Weitere Nachlassteile und persönliche Gegenstände befinden sich im Valentin-Karlstadt-Musäum.

### Weitere Rollen
Sie wirkte auch in Unterhaltungsfilmen mit. Der Bayerische Rundfunk bot ihrer Popularität zuerst ab 1948 mit der Radioserie Brumml G’schichten und später mit der Radioserie Familie Brandl eine Bühne.
Mit Beppo Brem drehte sie 1956 den ersten Fernseh-Werbespot für das Waschmittel Persil, den die ARD am 3. November 1956 sendete.

## Filmografie

### Kino (Auswahl)
- 1922: Mysterien eines Frisiersalons
- 1929: Der Sonderling
- 1932: Die verkaufte Braut
- 1933: Im Photoatelier
- 1933: Orchesterprobe
- 1934: Der Theaterbesuch
- 1934: Im Schallplattenladen
- 1934: Der Firmling
- 1934: Es knallt
- 1934: Der verhexte Scheinwerfer
- 1934: So ein Theater!
- 1935: Kirschen in Nachbars Garten
- 1936: Donner, Blitz und Sonnenschein
- 1936: Die Erbschaft
- 1936: Ein verhängnisvolles Geigensolo
- 1936: Beim Rechtsanwalt
- 1936: Die karierte Weste
- 1936: Beim Nervenarzt
- 1936: Musik zu Zweien
- 1941: Alarmstufe V
- 1941: In der Apotheke
- 1941: Venus vor Gericht
- 1943: Man rede mir nicht von Liebe
- 1943: Reise in die Vergangenheit
- 1949: Um eine Nasenlänge
- 1949: Nach Regen scheint Sonne
- 1950: Das doppelte Lottchen
- 1950: Die Nacht ohne Sünde
- 1951: In München steht ein Hofbräuhaus
- 1951: Die Dame in Schwarz
- 1952: Das letzte Rezept
- 1952: Der Weibertausch
- 1953: Fanfaren der Ehe
- 1953: Solange Du da bist
- 1954: Die verschwundene Miniatur
- 1954: Feuerwerk
- 1955: Königswalzer
- 1956: Die Trapp-Familie
- 1956: Salzburger Geschichten
- 1956: Nichts als Ärger mit der Liebe
- 1956: Dany, bitte schreiben Sie
- 1956: II-A in Berlin
- 1957: Heiraten verboten
- 1958: Wir Wunderkinder
- 1958: Meine 99 Bräute
- 1958: … und nichts als die Wahrheit
- 1959: Liebe auf krummen Beinen
- 1960: Oh, diese Bayern!
- 1960: Schick deine Frau nicht nach Italien

### Fernsehen (Auswahl)
- 1954: Vater Seidl und sein Sohn (mit Michl Lang)
- 1959: Der Komödienstadel: Späte Entdeckung (Einakter, mit Michl Lang)
- 1959: Der Komödienstadel: Das Taufessen (Einakter, mit Ludwig Schmid-Wildy)

## Filmdokumentation
- „Liesl Karlstadt und Karl Valentin“, Spielfilm von Jo Baier, Produktion: BR. Mit Johannes Herrschmann, Hannah Herzsprung, u. a. Gedreht in den Bavaria Filmstudios und der Sendlinger Danklstraße. Premiere: 25. Juni 2008 auf dem Filmfest München.

## Hörspiele (Auswahl)
- 1949: Kurt Wilhelm: Vater Seidl und sein Sohn
- 1949–1953: Rudolf Stürzer, Kurt Wilhelm, Margot Teichmann: Brumml-G'schichten (28 Folgen) – Regie: Kurt Wilhelm (Radio München / BR)
- 1954: Rolf Olsen: Kurt Wilhelm: Kathi und das Geisterhaus – Eine wilde Begebenheit – Regie: Kurt Wilhelm (Mundarthörspiel – BR)
- 1955: Max Neal, Max Ferner, Olf Fischer: Der Komödienstadel – Max Neal: Die Hosenknöpf – Max Neal, Max Ferner: Glück im Starenhaus – Olf Fischer: Der Zigeunersimmerl (Josefa Doppelwieser) – Regie: Olf Fischer (BR)
- 1955–1960: Ernestine Koch: Familie Brandl (Mundarthörspielserie – BR)
- 1959: Alois Hönle: Drent in der Au – Regie: Olf Fischer (bayerisches Mundarthörspiel – BR)

## Rezeption
Die Oper Stillhang des Komponisten Christian Spitzenstaetter thematisiert Karlstadts Zeit als „Gefreiter Gustl“ bei den Gebirgsjägern. Sie wurde Ende Dezember 2018 im Festspielhaus Erl in Tirol uraufgeführt.